# تاروت

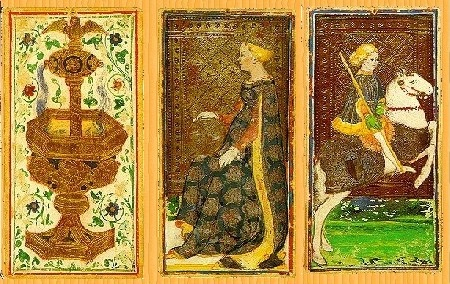
دست ویسکانتی-اسفورزا؛

«تاروت» مجموعه‌ای از کارت‌های بازی است که از نیمه قرن ۱۵ام میلادی در قسمت‌های مختلف اروپا مانند فرانسه و ایتالیا برای ورق بازی گروهی مورد استفاده قرار می‌گرفته‌است. از اواخر قرن ۱۸ام تا به امروز پیروان آن و نهانجویان (کاوشگران دانش‌های مخفی و راز آلود)، تاروت را وسیله‌ای برای پیشگویی یا حتی گذرگاهی در سیر بعد ذهنی و روحانی قلمداد می‌کنند.
به‌طور کلی کارت‌های تاروت در اروپا بیشتر به منظور بازی استفاده می‌شود ولی در کشورهای انگلیسی زبان و مناطقی که بازی آن انجام نمی‌شود، تاروت اصولاً جنبه فالگیری دارد. برخی محققان سرچشمه کارت‌ها را از مصر باستان یاکابالا می‌دانند ولی مدرکی دال بر استفاده آن برای پیشگویی و طالع بینی قبل از قرن ۱۸ وجود ندارد؛ و محققان استفاده از آن برای فال‌گیری را جنبهٔ تفریحی می‌دانند.
تاروت از ۴ دسته خال که هر کدام شامل ۱۰ کارت شماره دار (از آس تا ۱۰) و ۴ کارت تصویر دار است، تشکیل می‌شود. به‌علاوه تاروت دارای ۲۱ خال حکم متمایز ویک کارت به نام «دلقک» نیز می‌باشد (بسته به نوع بازی دلقک می‌تواند نقش بالاترین حکم را داشته ویا اصلاً نقشی نداشته باشد). نهانجویان خال‌های حکم و دلقک را «بزرگ آرکانا» و نیز باقی کارت‌های یادشده را «کوچک آرکانا» نامیده‌اند. کارت‌های خال در واقع معادل کارت‌های درباری در پاسور است که تعداد آن چهار تا است (شاه، بی بی و سرباز و پیک )

## ریشه‌شناسی
واژه انگلیسی و فرانسوی تاروت از «تاروکّی» ایتالیایی ریشه گرفته که خودش ریشه مشخصی ندارد. طبق نظریه دیگری نام تاروت از «رودخانه تارو» (شمال ایتالیا، در نزدیکی پارما)گرفته شده؛ بنظر می‌رسد خود بازی ریشه در شمال ایتالیا، میلان یا بولونیا دارد. دیگر نویسندگان باور دارند که تاروت از واژه عربی «طُرُق» به معنی راه‌ها آمده و بعضی آن را از «تَرَکَ» به معنی «پشت سر گذاشتن» می‌دانند. حتی ریشه‌شناسی فرانسوی آن را از «طَرح» به معنای نقشه می‌پندارد.
«دی جبلین» ،کشیش و محقق سوییسی، اظهار داشت که تاروت از واژه‌های قبطی «تار» به معنی سلطنتی و «رو» به معنی «جاده» آمده پس «تاررو» یعنی «راه سلطنتی» به سوی فرزانگی. البته مصرشناسان در ریشه‌شناسی زبان مصری، مدرکی برای تأیید این نظریه خودساخته نیافتند.
از دقت در این واژه‌ها به معنای مشترکی می‌رسیم که اشاره به راه و روش دارد که نهانجویان آن را بسوی کمال و بینهایت می‌دانند.
پرسش دیگری مطرح است که آیا تاروت به «هاروت و ماروت» اشاره شده در آیات قرآن مرتبط است؟ بر طبق این آیه گروهی از قوم بنی اسراییل، علوم غریبه را برای انجام آزمایش از دو فرشته به نام هاروت و ماروت می‌آموزند؛ همچنین بیان می‌کند که این دانش می‌تواند توسط شیطان به افراد دیگر منتقل شود. اما از لحاظ تاریخی صحیح نمی‌باشد، ریشه واژگان هاروت و ماروت با ریشهٔ واژهٔ تاروت متفاوت است. به گفته محمد معین ریشهٔ دو واژهٔ هاروت و ماروت را در ادبیات اوستایی می‌توانیم مشاهده کنیم که به شکل دو واژه «هئوروتات» و «امرتات» آمده‌است که این اسامی را امروز به نام خرداد و امرداد می‌خوانند.

## تاریخچه

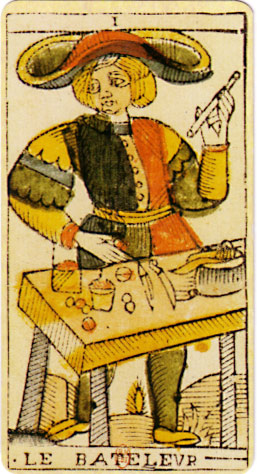
جادوگر؛ از دست ویسکانتی-اسفورزا.

کارتهای بازی احتمالاً از قاهره در اواخر قرن ۱۴ وارد اروپا شده‌است. این کارت‌ها خالهایی بسیار مشابه با ۴ خال تاروت دارند که عبارت از شمشیر، ترکه، جام و سکه هستند. خال‌های تاروت هنوز در ورق بازی سنتی ایتالیا، اسپانیا و پرتغال وجود دارد.
ورقهای مصور احتمالاً بین سال‌های ۱۴۱۸ تا ۱۴۲۵ به‌وجود آمده‌اند. این دست ورق با ۱۶ کارت از تصاویر خدایان یونانی و خالهایی به شکل ۴ نوع پرنده توصیف شده که رایج نبوده‌است.
نخستین کارت‌های شناخته شده تاروت بین سال‌های ۱۴۳۰ تا ۱۴۵۰ میلادی در میلان، فرارا و بولونیا خلق و در این حین تصاویر نمادین به دست رایج دارای ۴ خال افزوده شدند. کارت‌های جدید «خال حکم» نام گرفتند؛ کهن‌ترین تاروت بجا مانده به پانزده دست ورق چندپاره بازمی‌گردد که برای خانواده «ویسکانتی- اسفورزا»، حکمرانان میلان، نقاشی شده بوده‌است. به نظر می‌رسد این بازی در ۱۴۵۰ که سال شاد و پرجشن و سروری در تاریخ ایتالیاست، اهمیت یافته‌است.
در ۱۴۹۱ نقش‌های ویژه‌ای که نشانگر فلسفه، اجتماع، تخیل، طالع بینی و پیشگویی و همچنین قهرمانان رومی، یونانی یا بابلی بودند، به تاروچی ایتالیا افزوده شد.
کارتهای دست ساخت تاروت در قرن ۱۴ مورد حمله شدید خطبایی که مدعی وجود ذات شیطان در آن بودند، قرار گرفت. با وضع موجود بیشتر حکومت‌ها تاروت را آزاد و بعضی آن را قدغن اعلام کردند.
با آمدن صنعت چاپ، تولید انبوه دست ورق‌ها میسر شد که ورق‌های این دوره از شهرهای مختلف فرانسه به‌جا مانده‌است.  محبوب‌ترین الگوی چاپ دست ورق‌های اولیه متعلق به شهر مارسی می‌باشد که به «تاروت مارسلی» معروف است.

## بازی‌های تاروت
هدف اصلی کارت‌های تاروت بازی و سرگرمی بوده‌است؛ پیدایش نخستین قوانین پایه به دست نوشته «مارتیانو دا تورتونا» قبل از ۱۴۲۵ و بعد از آن به سال ۱۶۳۷ برمیگردد. بازی تاروت گوناگونی فرهنگی بسیاری دارد. تاروت در ایتالیا محبوبیت کمتری پیدا کرد؛ در عوض تعداد بازی‌ها خارج از ایتالیا بسیار زیاد می‌باشد. تاروت فرانسوی (تاروک) نزد محلیان این کشور بسیار محبوب است و همچنین در اروپای مرکزی به‌طور گسترده بازی می‌شود.

## ادعای  پیشگویی و اسرارآمیزی تاروت
هر کارت تاروت دارای یک تصویر ویک عنوان است که هرکدام بیانگر مفهوم ویژه‌ای می‌باشد. باور پیشگویی تاروت این است که کارت‌های رو شده برای شرکت‌کننده دیدگاهی از آینده و حتی وضعیت کنونی او را در اختیارش قرار می‌دهد.
پیشگویی با کارت‌های بازی احتمالاً اولین بار به کتابی به نام «الهامات فرانچسکو مارکولینی» مربوط می‌شود که روشی ساده را از انتخاب تصادفی کارتهایی که جدا از فال بی‌معنی بودند، ارائه می‌داد. اما دست نوشته‌هایی از سال‌های ۱۷۳۵ و ۱۷۵۰ مدارکی ناقص از استفاده تاروت طبق ترتیب کارت‌ها برای پیشگویی هستند. همچنین در خاطرات ژاکامو کاسانووا در۱۷۶۵ آمده که معشوقه روس او با ورق تاروت فال می‌گرفته‌است.
کارتهای تاروت بعدها با عرفان و جادو تلفیق شدند. البته تاروت تا قرون ۱۸ و۱۹ مورد اقتباس نهانجویان، رمز شناسان ویا انجمنهای سری قرار نگرفته‌است. این سنت هنگامی باب شد که دی جبلین مطالعات خود را در سال ۱۷۸۱، دربارهٔ نمادهای مذهبی و آثار آن در دنیای امروزی منتشر کرد. او نخست اثبات کرد که نمادهای تاروت مارسلی بیانگر رازهایی از خدایان مصری، ایسیس و تحوت است. از شناسایی کارت‌های تاروت به وسیلهٔ «کتاب تحوت» صریحاً به این نتیجه می‌رسیم که تا به امروز تاروت در سیر تلاش نهانجویان برای عروج و کمال وجود داشته‌است.
همچنین در کتاب بریدا از پائولو کوئلیو آمده‌است که شخصیت اصلی داستان بریدا برای مراقبه و ورود به جهان روحانی از کارت‌های تاروت استفاده می‌کرده‌است.

## گوناگونی
گوناگونی بسیاری در طراحی الگوها و اشکال تاروت وجود دارد. از نظر تاریخی یکی از مهم‌ترین طراحی‌ها متعلق به تاروت مارسلی است که حتی در قرن بیستم نیز محبوبیت بالایی کسب کرد. برخی از دست ورق‌های امروزی نیز از طراحی منحصربه‌فرد «نیکلاس کانور» در ۱۷۶۰ الگو می‌گیرند. در فلورانس نیز دست گسترده «مینچیاته» استفاده می‌شده‌است که این دست ورق شامل ۹۶ کارت بوده که نماد طالع بینی داشتند و در آن به جای ۴ خال رایج از عناصر چهارگانه یعنی آب، هوا، خاک و آتش استفاده می‌شده‌است.
برخی از دست‌ها فقط به عنوان آثار هنری وجود دارند و برخی دیگر نیز فقط خال‌های حکم (خال‌های تصویر) را دارا هستند.

### دست تاروت فرانسوی
این نوع دست طی قرن ۱۸ام در آلمان پدیدار شد که نسل اول آن تصاویری از حیوانات را به عنوان خال‌های حکم درج کرده بود و «تاروت حیوانی» نام داشت. سازنده آلمانی این دست ورق به واسطه نوآوریش اعتبار ویژه‌ای در مونیخ به دست آورد. تاروت فرانسوی، دست امروزی و رایجی است که در فرانسه، آلمان و دیگر کشورهای اروپای مرکزی بازی می‌شود. تصاویر نمادین تاروت فرانسوی از دست قدیمی تر تاروت ایتالیایی الگو گرفته‌است. به جز چند مدل جدید، این دست منحصراً برای بازی است و به ندرت از آن برای طالع بینی استفاده می‌شود.

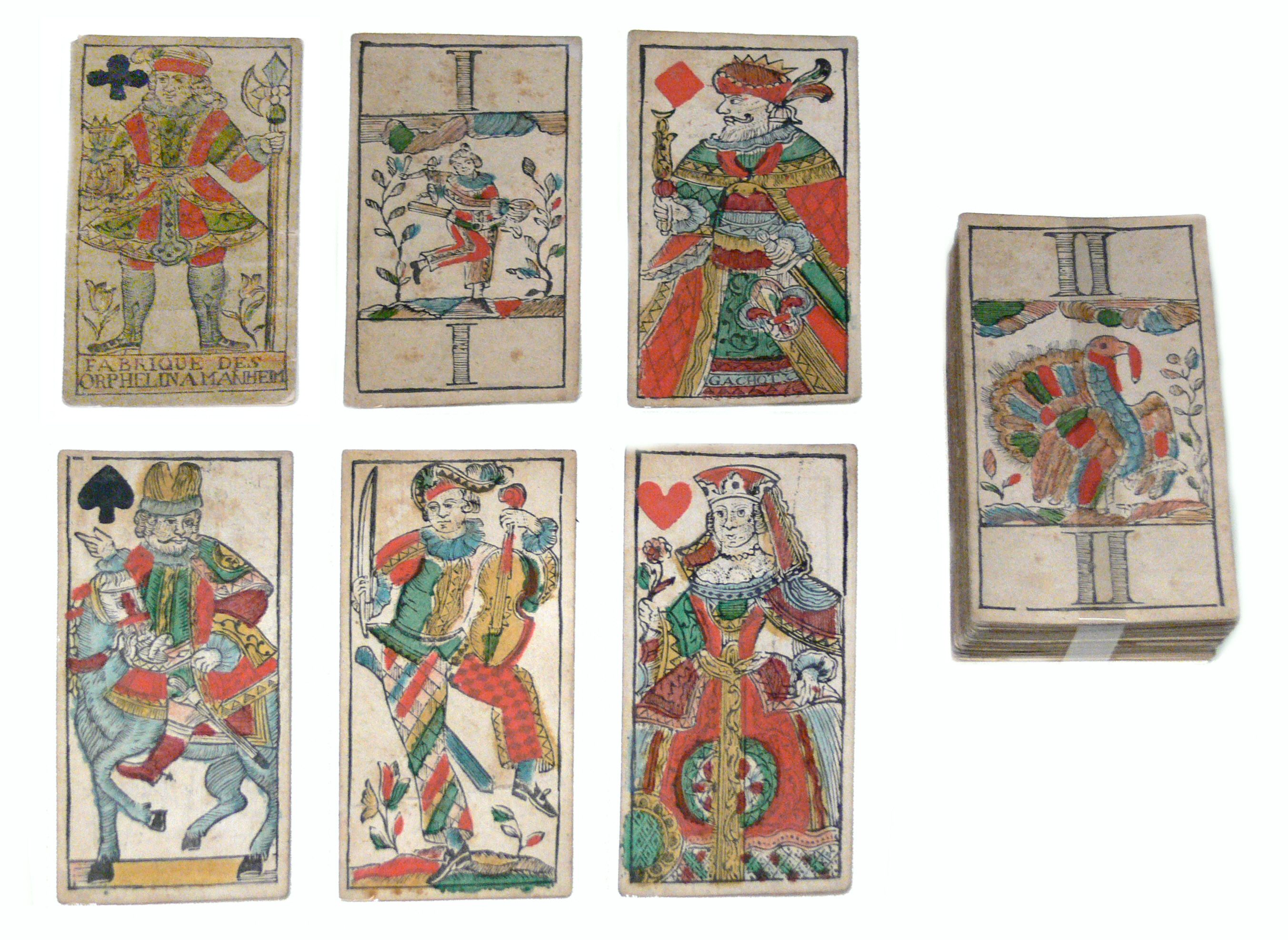
تاروت حیوانی.

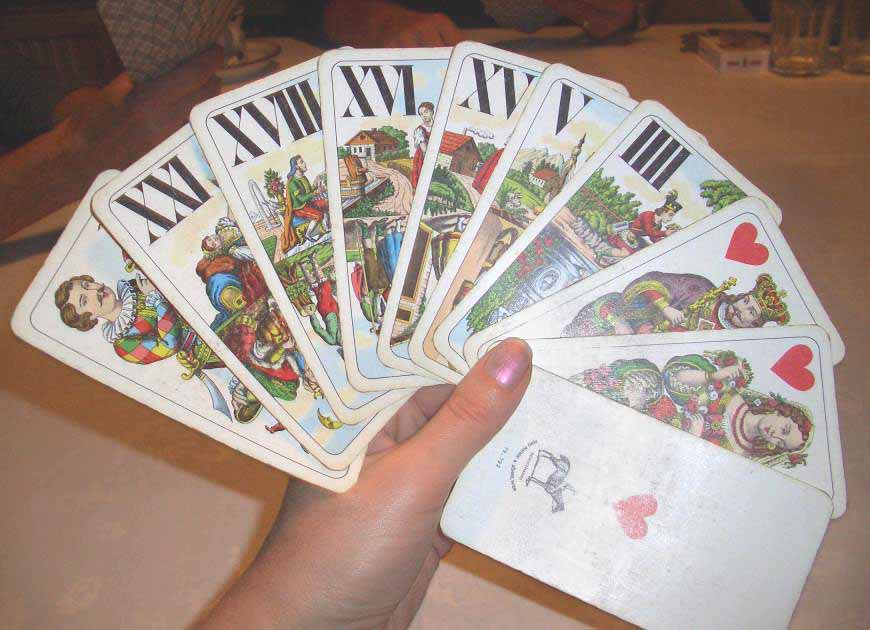
تاروت ۵۴ کارته اروپای مرکزی.

### دست ایتالیایی آشکار

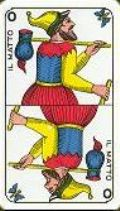
دلقک؛ از دست پیه مونتی.

این دست، کهن‌ترین دست ساخته شده‌است که نخستین بار در قرن ۱۵ام در شمال ایتالیا به‌وجود آمد و به‌علاوه «تاروت اسرار آمیز» بر پایه این دست ساخته شده‌است. ۴ دست از این مدل هنوز بازی می‌شوند که عبارتند از:
- «تاروت پیه مونتی» که شامل ۴ خال شمشیر، گرز، جام و سکه است که سران هرکدام شاه، ملکه، شوالیه و سرباز به علاوه اعداد ۱(آس) تا ۱۰ می‌باشند و خال‌های حکم آن به ترتیب: فرشته(۲۰- با اینکه از نظر عددی رده دوم است ولی بالاترین حکم را دارد)، جهان(۲۱)، خورشید(۱۹)، ماه(۱۸)، ستاره(۱۷)، برج(۱۶)، شیطان(۱۵)، میزان (۱۴)، مرگ(۱۳)، سر به دار(۱۲)، عدالت(۱۱)، چرخ فلک (سرنوشت-۱۰)، صوفی(۹)، قدرت(۸)، ارابه(۷)، عاشق و معشوق(۶)، پاپ(۵)، پادشاه(۴)، شهبانو(۳)، راهبه(۲)، جادوگر(۱) و دلقک.
- «تاروت بیزانسی» مانند «تاروت سوییسی» است ولی از نظر نقاشی و طراحی متفاوتند. به‌علاوه در تاروت سوییسی کارت‌های ژوپیتر، جونو و قضاوت به ترتیب جایگزین پاپ، راهبه و فرشته شده‌اند و همچنین از برج به عنوان «خانه خدا» یاد می‌شود.
- «تاروت بولونیایی» هم از نظر طراحی و هم ساختار با تاروتهای قبلی فرق دارد. در این دست شماره‌های دو تا پنج هر خال حذف شده‌اند و همچنین خال حکم‌های متفاوتی دارد که هیچ‌کدام شماره ندارند و چهارتای آن‌ها همسان هستند.
- «تاروت سیسیلی» نیز طراحی متفاوتی دارد و کارت‌های آن کوچکتر هستند. در این دست بعضی خال حکم‌ها را تغییر داده و ۲۱ را با کارتی به نام «بیچارگی» عوض کرده‌است و به‌علاوه شماره‌های دو و سه خال سکه، یک تا چهار خال‌های دیگر حذف شده‌اند بنابراین ۶۴ کارت دارد.

### تاروت اسرارآمیز
اتیلا، نهانجوی فرانسوی، اولین کسی بود که تاروت بازبینی شده‌ای را رواج داد که فقط هدف اسرار آمیزی به جای بازی داشت. با باور اینکه کارت‌های تاروت از کتاب تحوت بیرون آمده‌اند، تاروت اتیلا دارای فضای مصر باستان است. این دست ۷۸ کارته دو بخش مجزا دارد:
بزرگ آرکانا (به معنی راز بزرگ) یا خال حکم که شامل ۲۲ کارت است: فرشته، جهان، خورشید، ماه، ستاره، برج، شیطان، میزان، مرگ، سر به دار، عدالت، چرخ فلک، کشیش بزرگ، قدرت، ارابه، عاشق و معشوق، پاپ، شاه، شهبانو، راهبه، جادوگر و دلقک.
کوچک آرکانا (راز کوچک) ۴ خال و ۵۶ کارت دارد که هر خال دارای ۱۰ کارت شماره دار و ۴ کارت تصویر (شاه، ملکه، شوالیه و سرباز) است. خال‌های تاروت سنتی ایتالیا شمشیر، سکه، ترکه و جام هستند که در تاروت امروزی به جای سکه «لوح» یا «ستاره پنج پر» نیز استفاده می‌شود.

### تاروت تحوتی
«تاروت تحوتی» (به انگلیسی: Thoth Tarot) دسته‌ای کارت‌های تاروت پیشگویی می‌باشند که توسط بانو فریدا هریس و بر اساس دستورها آلیستر کراولی طراحی شده‌است.

## تاروت امروز
امروزه تاروت دارای گونه‌های بینهایتی است که توسط هنرمندان، عکاسان و طراحان مختلف جهان بنابر فرهنگ‌ها و سلیقه‌های گوناگون خلق شده‌اند. مانند تاروتهای بیسبال، کیتی، هکر، گربه نما ،کیمیاگری و تعداد بیشماری مدل دیگر که طرفداران بسیاری را به خودشان جلب کرده‌اند. اخیراً چند بازی کامپیوتری نیز از بازی تاروت ساخته شده‌است.
درکل دنیای امروز به تاروت کمتر به عنوان بازی و سرگرمی بلکه بیشتر به عنوان مجموعه‌ای مرموز و اسرارآمیز در امر طالع بینی و پیشگویی نگاه می‌شود؛ به نحوی که حتی در داخل ایران نیز فال تاروت و از آن گذشته، فال ورق، بسیار رایج است و افراد زیادی با تعابیر گوناگون از آن برای طالع بینی استفاده می‌کنند.